# Liste der Flugplätze auf Antigua und Barbuda

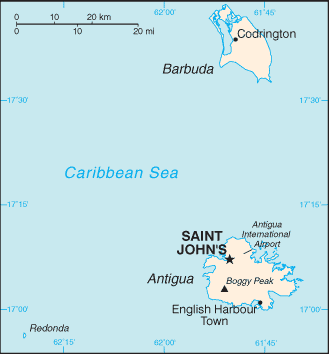
Karte von Antigua und Barbuda

Die Liste der Flughäfen auf Antigua und Barbuda zeigt die Flughäfen und Flugplätze von Antigua und Barbuda.

## Flughafen und Flugplätze
Namen in Fettschrift zeigen regelmäßigen Linienverkehr an
| Ort        | Insel   | ICAO-Code | IATA-Code | Name des Flughafens                 | Koordinaten                  |
| ---------- | ------- | --------- | --------- | ----------------------------------- | ---------------------------- |
| St. John’s | Antigua | TAPA      | ANU       | Flughafen V.C. Bird International   | 17° 8′ 12″ N, 61° 47′ 34″ W  |
| Codrington | Barbuda | TAPH      | BBQ       | Flughafen Barbuda Codrington        | 17° 38′ 9″ N, 61° 49′ 43″ W  |
| Coco Point | Barbuda | TAPT      |           | Flugplatz Coco Point Lodge (privat) | 17° 33′ 20″ N, 61° 45′ 55″ W |

## Hubschrauberlandeplätze
| Ort           | Ort        | Insel   | ICAO-Code | IATA-Code | Name des Flughafens    | Koordinaten                | Helipads | References |
| ------------- | ---------- | ------- | --------- | --------- | ---------------------- | -------------------------- | -------- | ---------- |
| St. John’s    | St. John’s | Antigua |           |           | Fort Road Heliport     | 17° 8′ 4″ N, 61° 51′ 26″ W | 2        | [ 1 ]      |
| Jolly Harbour | Urlings    | Antigua |           |           | Orange Valley Heliport | 17° 2′ 4″ N, 61° 53′ 27″ W | 1        | [ 2 ]      |